# Ulrich Sernow
Ulrich Sernow (* 25. November 1958 in Jüterbog) ist ein deutscher Volleyballtrainer und ehemaliger -spieler.

## Werdegang
Sernow entstammt dem MTV Jüterbog. Er studierte an der Deutschen Hochschule für Körperkultur und legte 1988 die Diplomarbeit Der Einsatz eines Linkshänders im Volleyball unter besonderer Berücksichtigung des Angriffspiels (Hochleistungsbereich männlich) vor. Sernow bestritt zwischen 1978 und 1985 rund 150 Länderspiele für die Nationalmannschaft der Deutschen Demokratischen Republik (DDR). Auf Vereinsebene spielte er für den TSC Berlin.
Von 1988 bis 1990 war er als Trainer der DDR-Männernationalmannschaft im Amt, die unter seiner Leitung an der Europameisterschaft 1989 teilnahm. Im August 1990 wechselte Sernow nach Salzburg, 2020 feierte er sein 30-jähriges Jubiläum als Cheftrainer der PSVBG Salzburg. 1995 führte er die Salzburger Männermannschaft zum Gewinn des österreichischen Meistertitels sowie 1993 und 1995 zum Sieg im österreichischen Pokalwettbewerb. 2005 übernahm er bei dem Verein auch das Amt des Obmanns. Laut ORF im September 2005 war es „nur der Privatinitiative von Trainer Ulrich Sernow“ zu verdanken, dass die Salzburger in der höchsten Spielklasse verblieben. 2010 wurde er Frauentrainer bei dem Salzburger Verein, den er 2012 in die Bundesliga führte. Sernow wurde als Salzburgs „Mister Volleyball“ bezeichnet.